# Llac Nipigon
El llac Nipigon és un llac situat a la província d'Ontario i amb els seus 4.848 km² ocupa el lloc 31è dels majors llacs del planeta, emplaçat al rànquing just entre dos llacs canadencs més: el llac Nettilling i el llac Manitoba.
El llac aporta l'aigua al riu Nipigon, que al seu torn desemboca al llac Superior. Des d'allà les seves aigües acaben desembocant al riu Sant Llorenç després d'un circuit per la zona de llacs. El riu Ogoki desemboca en el llac Nipigon des que en 1943 va ser desviat artificialment del seu curs per generar donar energia hidroelèctrica.
Té 165m de fondària i diverses illes interiors: Caribu, Geikie, Katatota, Kelvin, Murchison, Murray i Shakespeare. La presència de piroxè a les ribes fa que aquestes adoptin un color negre verdós particular. Es va formar a partir d'una falla, fet que explica el relleu abrupte que l'envolta. A l'edat de gel formava part de la conca del gran llac Agassiz, d'origen glacial.
El seu nom sembla derivar del nom Animbiigoong, que en idioma ojibwa significa "aigües fins a l'horitzó". Els missioners que el van descriure van adaptar el nom com a llac Alimibeg. Històricament ha estat anomenat també Alemipigon i Alepigon.
La ciutat més propera és Thunder Bay, des de la qual es pot accedir per carretera a la part sud del llac, envoltat d'un parc natural (Lake Nipigon Provincial Park) on hi ha forta presència de caribús.

## Història
Els primers habitants de la zona eren els indis ojibwe, amb diferents tribus. Actualment hi ha establertes tres reserves índies envoltant el llac, amb uns 5000 habitants en total. Van renunciar a la possessió formal del llac amb el Tractat de Robinson en 1850. La sèrie televisiva que narra la història de les primeres nacions del país, Spirit Bay, va ser rodada parcialment al llac Nipigon.
El llac va ser conquerit durant l'època colonial pels francesos, els quals van col·locar un punt d'intercanvi de mercaderies a prop d'un dels seus extrems. Claude-Jean Allouez, jesuïta, va celebrar-hi la primera missa per als colons el 1667. Des de 1763 va passar a formar part de les possessions britàniques, en el que seria la Província Unida del Canadà, i amb la creació del Canadà independent, va formar part del nou país.